# Ad Astra (Il Volo)
Ad Astra è il nono album in studio del gruppo musicale italiano Il Volo, pubblicato il 29 marzo 2024 con doppia etichetta Epic Records e Sony Music.
L'album contiene il brano Capolavoro, con cui il gruppo ha gareggiato al 74º Festival di Sanremo, classificandosi all'ottavo posto al termine della manifestazione.
Il 29 novembre 2024 è stata pubblicata una riedizione internazionale dell'album, intitolata Ad Astra (International Edition), con l'aggiunta di sei tracce inedite.

## Antefatti e descrizione
Ad Astra è stato registrato e pubblicato come parte dei festeggiamenti per i quindici anni di carriera del trio, ed è il primo album del gruppo ad essere composto esclusivamente da brani inediti, fatta eccezione per la cover di Who Wants to Live Forever, originariamente interpretata dai Queen. Prodotto da vari artisti, tra cui Luca Faraone, Edwyn Roberts, Federico Nardelli, Enrico Brun, Francesco Catitti, in arte Katoo, Marco Paganelli, e Michele Zocca, in arte Michelangelo, il disco comprende tracce in collaborazione con alcuni artisti, tra cui Irama e Stef Burns.
Nelle settimane precedenti all'uscita del disco, sono circolate voci su una possibile scissione del gruppo, poi smentite dagli stessi membri durante un'intervista al programma Viva Rai2!.
Nel novembre 2024 è stata pubblicata una riedizione internazionale del disco con l'aggiunta di sei tracce inedite, tra cui vi è una a tema del film Il gladiatore di Ridley Scott e un'altra in collaborazione con il soprano di fama internazionale Pretty Yende.

## Promozione

### Singoli
Nel marzo del 2024, il trio ha annunciato l'uscita dell'album Ad Astra, prevista per il 29 marzo seguente.
Il primo singolo estratto dall'album, Capolavoro, è stato pubblicato il 7 febbraio 2024 in concomitanza alla partecipazione del trio al 74º Festival di Sanremo. Successivamente il trio, per celebrare i quindici dalla fondazione del gruppo, ha annunciato il concerto in tre date dal titolo Tutti per uno - Capolavoro, svoltosi all'Arena di Verona dal 9 al 13 maggio 2024 e trasmesso in prima serata su Canale 5 dal 14 al 28 maggio dello stesso anno.
Il 29 novembre 2024 è stata pubblicata una riedizione internazionale dell'album, intitolata Ad Astra (International Edition), con l'aggiunta di sei tracce inedite, tra cui il singolo Tra le onde, pubblicato il successivo 6 dicembre.

### Tour
Per promuovere il disco, il gruppo è stato impegnato in tournée, che li ha visti esibirsi in diverse località europee e all'estero.

## Tracce
1. Per Aspera... (intro) – 1:29 (Stefano Marletta, Michael Tenisci, Edwyn Roberts, Luca Faraone)
2. Chiaro di luna – 3:24 (Alfredo Rapetti Mogol, Stefano Marletta, Michael Tenisci, Edwyn Roberts, Luca Faraone)
3. Capolavoro – 3:20 (Edwyn Roberts, Stefano Marletta, Michael Tenisci, Federico Nardelli)
4. Frammenti di universo – 3:53 (Edwyn Roberts, Luca Faraone, G. Fazio, Antonio Calò, Stefano Marletta)
5. Saturno e Venere (con Irama) – 3:00 (Stefano Marletta, Michael Tenisci, Filippo Maria Fanti, G. Colonnelli)
6. L'infinito – 2:52 (Michael Tenisci, Enrico Brun, Stefano Marletta)
7. Opera – 2:51 (Francesco "Katoo" Catitti, Alfredo Rapetti Mogol, Alex Vella, Federica Abbate)
8. Il mondo all'incontrario – 3:32 (Enrico Brun, Marco Paganelli, Antonio Calò, Edwyn Roberts, Stefano Marletta)
9. Succede – 3:23 (Stefano Marletta, Michael Tenisci, Michele Zocca)
10. Who Wants to Live Forever (con Stef Burns) – 3:59 (Brian May)
11. ...Ad Astra (outro) – 5:11 (Edwyn Roberts, Stefano Marletta, Michael Tenisci)

### Ad Astra (International Edition)
Tracce bonus
1. Tra le onde – 3:06 (Stefano Marletta e Michael Tenisci)
2. Now We Are Free (from Il Gladiatore) – 4:43 (Hans Zimmer, Lisa Gerrard, Klaus Badelt)
3. Hallelujah – 4:43 (Leonard Cohen)
4. The Sound of Silence – 3:03 (Paul Simon)
5. Amazing Grace (con Pretty Yende) – 4:03 (John Newton)
6. Capolavoro (English Version) – 3:18 (Edwyn Roberts, Stefano Marletta, Michael Tenisci)

## Classifiche
| Classifica (2024) | Posizione massima |
| ----------------- | ----------------- |
| Belgio (Vallonia) | 84                |
| Italia            | 5                 |
| Svizzera          | 32                |